# Sân vận động Rice-Eccles
Sân vận động Rice-Eccles (tiếng Anh: Rice–Eccles Stadium) là một sân vận động bóng bầu dục đại học ngoài trời ở Tây Hoa Kỳ, nằm trong khuôn viên của Đại học Utah ở Thành phố Salt Lake, Utah. Đây là sân nhà của Utah Utes của Pac-12 Conference. Sân từng là sân vận động chính của Thế vận hội Mùa đông 2002; Lễ khai mạc và bế mạc được tổ chức tại sân vận động, nơi tạm thời được đổi tên thành "Sân vận động Olympic Rice-Eccles".
Mặt sân FieldTurf chạy theo hướng bắc-nam truyền thống ở độ cao 4.637 foot (1.413 m) trên mực nước biển, 400 foot (120 m) ở trên so với trung tâm thành phố Salt Lake.